# Blacks Harbour
Blacks Harbour är en ort i Kanada.   Den ligger i countyt Charlotte County och provinsen New Brunswick, i den sydöstra delen av landet, 700 km öster om huvudstaden Ottawa. Blacks Harbour ligger 18 meter över havet och antalet invånare är 982.
Terrängen runt Blacks Harbour är platt. Havet är nära Blacks Harbour åt sydost. Trakten är glest befolkad. Närmaste större samhälle är St. George, 8,4 km norr om Blacks Harbour. 
I omgivningarna runt Blacks Harbour växer i huvudsak blandskog.